# 彈道戰術刀

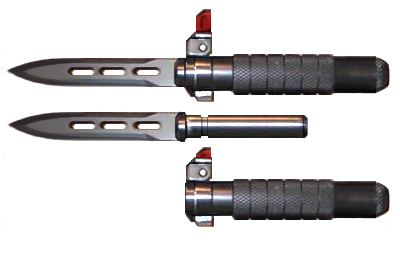
一款美國製的彈簧發射式彈道戰術刀

彈道戰術刀（英語：Ballistic Knife）是一种擁有可拆卸式氣體或彈簧推動刀片的特殊戰術刀，使用者只要按一下刀柄上的按鈕便可把刀刃射出，理論上能夠以63公里／小時的速度被發射到約5公尺的有效範圍 。

## 歷史

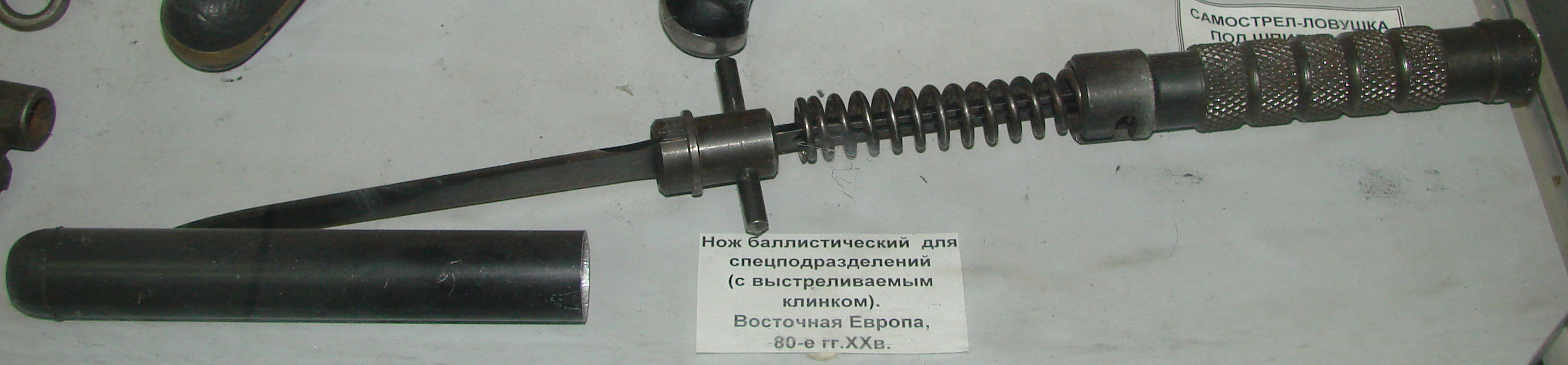
一把在烏克蘭的武器博物館中展出的彈簧發射式彈道戰術刀

彈道戰術刀是在1980年代於美國及西方國家銷售的一種武器，銷售商通常會以“俄羅斯特種部隊專用”或“克格勃專用”的名義加以宣傳，並籍此來吸引人們的興趣。
雖然許多人認為它是由蘇聯及其他東方陣營國家的特種部隊和特工所裝備的一種特殊武器，然而這實際上卻只是一個未經證實的傳言（在蘇聯解體後並未發現在被解密的官方機密文件中提及），其相當有限的射程以及差劣的可靠性很難會令人聯想到為專業戰鬥人員的武器。現實中與彈道戰術刀較接近而又同時裝備蘇聯特種部隊的武器為NRS匕首槍，此為一種可發射子彈的戰鬥刀，中華人民共和國也研製出類似的82-2式匕首槍。但這些武器的刀刃本身並不能發射出去，因此不能算是彈道戰術刀。
有俄羅斯武器專家認為彈道戰術刀是由犯罪份子在工場裡非法製作的武器，並指出蘇聯特種部隊只裝備普通的戰鬥刀和NRS匕首槍。

## 在中華民國的合法性
依《槍砲彈藥刀械管制條例》第4條第一款：「其他可發射金屬或子彈具有殺傷力之各式槍砲」。及第三款刀械：「指……匕首（雙面開鋒,刀刃長度小於35公分） 。」規定。屬於管制物品。

## 在英國的合法性
根据英国法律，任何使用机括自动打开，翻起或弹出的带刃或带尖并可以致伤致死的物品均为非法。

## 登場作品
基於美國銷售商的推銷手段以及各種源自公眾的誤解，彈道戰術刀在各種媒體裡也被描述為俄羅斯特種部隊及特工所使用的武器。

### 電子遊戲
- 《決勝時刻：黑色行動》：在聯機模式中出現，於等級15解鎖，可作近戰攻擊及射擊，並具備一把備用刀刃。
- 《決勝時刻：黑色行動II》：具備兩個版本，分別為於單人戰役中登場的“彈簧刀”，可作近戰攻擊及射擊，並具備一把備用刀刃；以及使用正確命名的原創版本，在單人模式和聯機模式中出現，聯機中於等級49解鎖。